# Књига за народ
Књига за народ је израз који се односи на популарне књиге, просветитељског карактера, које су по цени и садржају веома приступачне широкој читалачкој публици. Ове књиге су врло присутне у култури и јавности током друге половине 19. века, због чега су на простору Србије имале двоструку улогу: васпитно-образовну, али и катализаторску у односу на вредна књижевна остварења.

## Едиција књига Матице српске
"Књига за народ" је и едиција књига Матице српске која се састоји од 161 књиге из области здравства, пољопривреде, педагогије, економије, историје књижевности и многих других. Књиге су објављиване од 1885. до 1932. године, а штампане су средствима из фонда Петра Коњевића.
| Издавач                | Матица српска   |
| Иницијатор пројекта    | Тихомир Остојић |
| Период издавања        | 1885-1932.      |
| Број наслова у едицији | 161             |

### Списак књига из едиције "Књиге за народ"[4]
1. Прва књига из едиције „Књиге за народ” - Перо Коњевић, народни добротвор (1885)Вучетић, Илија: Перо Коњевић, народни добротвор, 1885.
2. Јовановић-Батут, М.: Буквица здравља, 1885.
3. Јовановић-Батут, М.: Буквица болести, 1885.
4. Милованов, С.: Нема здравља без чиста ваздуха, 1886.
5. Дера, Ђорђе: Помози се сам помоћи ће ти Бог, 1886.
6. Матић, А.: Живот Бењамина Франклина, 1886.
7. Јовановић-Батут, М.: Бранич од зараза, 1886.
8. Симићева, Милева: Главнија правила о васпитању деце, 1886.
9. Петровић, Мита: О муњи и грому, 1886.
10. Дера, Ђорђе: Искрице из Светог писма, I св., 1887.
11. Нешковић, Мита: Родитељи и школа, 1887.
12. Матић, А.: Свештеник Јован Оберлин, 1887.
13. Петровић, Мита: Како се негује свилена буба, 1887.
14. Батут: Недеља и празници, 1887.
15. Дера, Ђорђе: Искрице из Светог писма, II св., 1888.
16. Јакшић, Милутин: Деоба Врлића, 1888.
17. Милованов, Стева: Кад ће бити кише, 1888.
18. Батут: Пијанство, 1888.
19. Петровић, Мита: О познавању земље, 1888.
20. Блок, Морис: Поучни разговори из народне економије, I, 1889.
21. Блок, Морис: Поучни разговори из народне економије, II, 1889.
22. Петровић, Мита: О поправљању земље, 1889.
23. Нађ, Стеван: Одмор и доколица, I, 1889.
24. Нађ, Стеван: Одмор и доколица, II, 1889.
25. Нађ, Стеван: Одмор и доколица, III, 1890.
26. Виљчински, А.: Рад и својина, 1890.
27. Коњовић, Стеван: Ружа, 1890.
28. Калић, Мита: Српски књижевници, I, 1890.
29. Калић, Мита: Српски књижевници, II, 1891.
30. Толстој, Л. Н.: Приповетке, I, 1891.
31. Толстој, Л. Н.: Приповетке, II, 1891.
32. Толстој, Л. Н.: Приповетке, III, 1892.
33. Дејановић, М. Д.: Увод у науку о воћарству, I, 1892.
34. Дејановић, М. Д.: Подизање воћњака, 1892.
35. Дејановић, М. Д.: Подизање племенитих воћака, 1892.
36. Нешковић, Мита: Аманет српкињама, 1892.
37. Маширевић, Иван: Пчеларство, 1893.
38. Матавуљ, Сима: Бока и Бокељи, 1893.
39. Српске народне пословице, I, 1893.
40. Дера, Ђорђе: У радише свега бише..., 1894.
41. Марковић, Радослав: На клизаву путу, I, 1894.
42. Марковић, Радослав: На клизаву путу, II, 1894.
43. Обрадовић, Доситеј: Басне, I, 1894.
44. Обрадовић, Доситеј: Басне, II, 1894.
45. Вођицки, К.: Љубите природу, I, 1894.
46. Вођицки, К.: Љубите природу, II, 1894.
47. Српске народне пословице, II, 1894.
48. Димитријевић, Б.: Дуван је отров, I, 1894.
49. Димитријевић, Б.: Дуван је отров, II, 1894.
50. Калић, Мита: Српски књижевници, III, 1895.
51. Калић, Мита: Српски књижевници, IV, 1895.
52. Матић, А.: Топлота је извор животу, I, 1895.
53. Матић, А.: Топлота је извор животу, II, 1895.
54. Матић, А.: Топлота је извор животу, III, 1895.
55. Толстој, Л. Н.: Сократ, 1895.
56. Милованов, С.: Наше одело, 1895.
57. Грубач, С.: Оканите се празноверице, 1895.
58. Натошевић, Ђ.: Чувај се силовита пића, I, 1896.
59. Натошевић, Ђ.: Чувај се силовита пића, II, 1896.
60. Натошевић, Ђ.: Чувај се силовита пића, III, 1896.
61. Мамузић, С.: Неједнака браћа, I, 1896.
62. Мамузић, С.: Неједнака браћа, II, 1896.
63. Нешковић, Мита: Из давне прошлости, I, 1896.
64. Бајиш, А.: Из школе у живот, I, 1896.
65. Народне приповетке, I; скупио В. Красић, 1896.
66. Оберкнежевић, Ф.: Цицерон и Јулије Цезар, 1896.
67. Српске народне пословице, III, 1897.
68. Бајиш, А.: Из школе у живот, II, 1897.
69. Прерадовић, Дамњан: Оче, твој сам, 1897.
70. Бајиш, А.: Из школе у живот, III, 1897.
71. Народне приповетке, II; скупио В. Красић, 1897.
72. Видемна: Приповетке за децу,  I, 1897.
73. Видемна: Приповетке за децу, II, 1897.
74. Видемна: Приповетке за децу, III, 1897.
75. Нешковић, Мита: Из давне прошлости, II, 1897.
76. Мамузић, С.: Очеви и деца, I, 1898.
77. Мамузић, С.: Очеви и деца, II, 1898.
78. Симоновић, Р.: Јектика, I, 1898.
79. Симоновић, Р.: Јектика, II, 1898.
80. Маширевић, И.: Писма о пчеларству, I, 1898.
81. Јовановић, Милан: О бостану, I, 1898.
82. Симоновић, Ј.: О користи и чувању шума, 1898.
83. Станикић, Југ: О срећи, I, 1898.
84. Станикић, Југ: О срећи, II, 1898.
85. Михајловић, Ђ.: Кратке белешке из воћарства, I, 1899.
86. Михајловић, Ђ.: Кратке белешке из воћарства, II, 1899.
87. Михајловић, Ђ.: Кратке белешке из воћарства, III, 1899.
88. Јовановић-Батут, Др. М.: Трудна жена, 1899.
89. Јовановић-Батут, Др. М.: Породиља, 1899.
90. Маширевић, И.: Писма о пчеларству, II, 1899.
91. Миловановић, М.: Света три јерарха, 1899.
92. Јовановић-Батут, Др. М.: Дете у првој години живота, 1900.
93. Маширевић, И.: Мали пчелар, 1901.
94. Јакшић, Милутин: Свети апостол Павле, 1901.
95. Лотић, Љубомир: Занати, занатлије и наш народ, I, 1901.
96. Косово, народне песме, 1901.
97. Матавуљ, Сима: С мора и с планине, 1901.
98. Лотић, Љ.: Занати и занатлије, II, 1902.
99. Живковић, Јован: Виноградарство, I, 1902.
100. Семјанов, С.: Четири приповетке, 1902.
101. Молитва у уметничкој песми српској, 1902.
102. Вучковић, Ј.: Свети Сава, 1902.
103. Живковић, Ј. Виноградарство, II, 1903.

104-5. Сремац, С.: Из књига староставних, I, 1903.
   106-7. Краљевић Марко у народним песмама, I, 1903.
   108-9. Краљевић Марко у народним песмама, II, 1904.
   110. Краљевић Марко у народним песмама, III, 1904.
   111. Сремац, С.: Из књига староставних, II, 1904.
   112. Сремац, С.: Из књига староставних, III, 1905.
   113. Бирјуков, П. И.: Грчки мудрац Диоген, 1905.
   114. Михајловић, Ђока: Разговори у доколици, I, 1905.
   115. Српске народне приповетке из Баната, 1905.
   116. Михајловић, Ђока: Разговори у доколици, II, 1906.
   117. Семјонов, С. Т.: Два брата, 1906.
   118. Живковић, Јован: Подрумарство, I, 1906.
   119. Аршинов, Павле: Уму и срцу, I, 1906.
   120. Јовановић, М.: Брдо и човек, 1906.
   121. Сремац, С.: Из књига староставних, IV, 1907.
   122. Аршинов, Павле: Уму и срцу, II, 1907.
   123. Породица у уметничкој песми српској, 1908.
   124. Алексић, Жарко: Одгајивање кудеље, 1908.
   125. Ђурић, Никола: Радиша Павловић, 1908.
   126-7. Живковић, Јован: Подрумарство, II, 1909.
   128. Сремац, С.: Из књига староставних, V, 1908.
   129. Радуловић, Пера: Албум славног женскиња, 1909.
   130. Сремац, С.: Из књига староставних, VI, 1909.
   131. Буља-Косићева, Даринка: Последице домаћег васпитања, I, 1909.
   132. Српске народне приповетке; сакупио В. Чоровић. 1909.
   133. Буља-Косићева, Даринка: Последице домаћег васпитања, II, 1909.
   134. Аршинов, Павле: Уму и срцу, III, 1910.
   135. Андрић, Милан: Под видом нових идеја, 1910.
   136. Толстој, Лав: Поликушка, 1910.
   137-8. Живојиновић, Јован: Српска и хрватска народна књижевност, 1910.
   139. Јурчић, Јосип: Приповетке, 1911.
   140. Буља-Косићева, Д.: Кроз трње и цвеће, 1911.
   141-2. Ускоци у јуначким народним песмама, 1911.
   143-4. Радонић, Јован: Гроф Ђорђе Бранковић,1911.
   145. Лазарица или Бој на Косову, I, 1913.
   146. Лазарица или Бој на Косову, II, 1913.
   147. Шаљиве народне приповетке, изабрао В. Чоровић, 1913.
   150-52. Јовановић-Батут, Др. M.: Мати и дете, 1922.
   153. Толстој, Л. Н.: Приповетке, IV, 1922.
   154. Маширевић, И.: Мали пчелар, II издање, 1922.
   155. Муачевић, Ђорђе: Шећерна репа, 1925.
   156. Лотић, Љубомир: О Матици српској, 1826-1926.
157-160. Стајић, Васа: Светозар Милетић, 1926.
   161. Станић, Славко: Положај нашег занатског подмлатка, 1932.

## Идеја за "Књиге за народ"
У другој половини деветнаестог века се српски народ нашао у великој опасности од губљења националног идентитета. Наиме, под владавином Аустроугарске, немађарски народи су били у веома лошем положају након усвајања Закона о народностима, који је 29.11.1868. усвојио Угарски сабор и који је за циљ имао мађаризацију мањинских народа на територији Угарске. По закону, мањински језици су могли да се користе само локално, мада ни то неће бити поштовано. Закон је говорио о “јединственој и недељивој мађарској нацији”, не обазирући се на етничку припадност и националну самосвест мањина. Срби су се уплашили за свој национални идентитет који су током дугог низа година успели да очувају, и иако су чинили само 3% од укупног броја становника Угарске, били су у великој опасности од мађаризације. Било је потребно организовати отпор против угарских власти, али не отпор сличан револуцији из 1848.(Мађарска револуција 1848), већ миран отпор који ће се базирати на развоју интелигенције међу Србима у Угарској. Матица српска је имала веома битну улогу у овом подухвату, мада је мађарска политичка елита покушавала да спречи њено укључење у овакав отпор, јер је важност ове институције била велика. Скуп младих интелектуалаца које је предводио Тихомир Остојић предложио је просвећивање народа као главни начин борбе против мађаризације. Њихов предлог је прихваћен и започет је пројекат под називом “Књига за народ”.